# Araeocera compta
Araeocera compta är en fjärilsart som beskrevs av Jordan 1908. Araeocera compta ingår i släktet Araeocera och familjen bastardsvärmare. Inga underarter finns listade i Catalogue of Life.